# 153-тя піхотна дивізія (Третій Рейх)
153-тя піхотна дивізія (Третій Рейх) (нім. 153. Infanterie-Division) або Дивізія № 153 (нім. Division Nr. 153) — піхотна дивізія Вермахту за часів Другої світової війни. Належала до категорії так званих ерзац-дивізій, участі в бойових діях не брала. 11 вересня 1942 перетворена на 153-ю резервну дивізію.

## Історія
Дивізія № 153 утворена 26 серпня 1939 в Потсдамі у III-му військовому окрузі, як 3-тє Командування запасних частин (нім. Kommandeur der Ersatztruppen III) й включена до складу Головнокомандування Вермахту «Резерв». 8 листопада на базі командування була сформована 153-тя дивізія, а 12 грудня 1939 вона отримала назву дивізія № 153.
11 вересня 1942 дивізія № 153 перетворена на 153-ю резервну дивізію.

## Райони бойових дій
- Німеччина (серпень 1939 — вересень 1942).

## Командування

### Командири
- генерал-лейтенант Курт Шенгайнц (нім. Curt Schönheinz) (26 серпня — 1 грудня 1939);
- генерал-лейтенант Отто Шредер (нім. Otto Schröder) (1 грудня 1939 — 1 червня 1942);
- генерал кінноти Дітер фон Бем-Бецінг (нім. Diether von Böhm-Bezing) (1 червня — 11 вересня 1942).

### Склад
| Березень 1940                                    |
| ------------------------------------------------ |
| 23-й ерзац-піхотний полк                         |
| 76-й ерзац-піхотний полк                         |
| 218-й ерзац-піхотний полк                        |
| 83-й ерзац-мотопіхотний полк                     |
| 168-й ерзац-артилерійський полк                  |
| 23-й ерзац-самохідно-артилерійський полк         |
| 1048-й ерзац-самохідно-протитанковий дивізіон    |
| 3-й ерзац-моторизований розвідувальний батальйон |
| 5-й ерзац-танковий батальйон                     |
| 10-й ерзац-танковий батальйон                    |
| 5-й ерзац-протитанковий дивізіон                 |
| 3-й ерзац-інженерний батальйон                   |
| 23-й ерзац-інженерний батальйон                  |
| 208-й ерзац-інженерний батальйон                 |
| 4-й ерзац-залізничний інженерний батальйон       |
| 5-й ерзац-залізничний інженерний батальйон       |
| 3-й дивізійний батальйон зв'язку                 |
| 23-й дивізійний батальйон зв'язку                |
| 3-й ерзац-автомобільний батальйон                |